# Кіровський (Камизяцький район)
Кіровський (рос. Кировский) — смт у Камизяцькому районі Астраханської області Російської Федерації.
Населення становить 2109 осіб. Входить до складу муніципального утворення Кіровська селищна рада.

## Історія
Населений пункт розташований на території українського етнічного та культурного краю Жовтий Клин. Від 1925 року належить до Камизяцького району.
Згідно із законом від 6 серпня 2004 року органом місцевого самоврядування є Кіровська селищна рада.

## Населення
| 1959  | 1970  | 1979  | 1989  | 2002  | 2009  | 2010  |
| ----- | ----- | ----- | ----- | ----- | ----- | ----- |
| 2880  | ↘2813 | ↘2652 | ↘2446 | ↘2259 | ↘2172 | ↗2249 |
| 2012  | 2013  | 2014  | 2015  | 2016  | 2017  | 2018  |
| ↘2221 | ↘2215 | ↘2210 | ↗2217 | ↘2182 | ↘2142 | ↘2109 |